# Alex Zingerle
Alex Zingerle (Bressanone, 17 agosto 1992) è un ex sciatore alpino italiano.

## Biografia

### Stagioni 2008-2012
Specialista delle prove tecniche residente a La Villa di Badia e fratello di Hannes, a sua volta sciatore alpino, l'atleta ladino ha iniziato a partecipare a gare FIS nel novembre del 2007 ed è entrato nella nazionale italiana nel 2010. Ha esordito in Coppa Europa durante la stagione 2010 (l'11 febbraio a Oberjoch, senza completare uno slalom gigante) e nello stesso anno ha rappresentato l'Italia ai Mondiali juniores del Monte Bianco, ottenendo come miglior risultato l'11º posto nello slalom speciale.
Ha partecipato anche alla successiva rassegna iridata giovanile di Crans-Montana 2011 non andando oltre il 24º piazzamento in slalom gigante, mentre nel 2012, in occasione dei Mondiali juniores organizzati quell'anno nella località italiana di Roccaraso, Zingerle è giunto secondo, assieme ai compagni di squadra Karoline Pichler, Giordano Ronci e Nicole Agnelli, nella gara a squadre.

### Stagioni 2013-2021
Il 16 dicembre 2012 in occasione dello slalom gigante dell'Alta Badia ha esordito in Coppa del Mondo, senza qualificarsi per la seconda manche; nella stessa stagione ai Mondiali juniores del Québec ha ottenuto un'altra medaglia d'argento iridata juniores, nello slalom gigante. Il 14 dicembre 2013 a Val-d'Isère ha ottenuto il miglior piazzamento in Coppa del Mondo, nonché primo piazzamento a punti, grazie al 18º posto ottenuto in slalom gigante.
Durante le ultime fasi della preparazione per la stagione successiva ha subito un grave infortunio a un legamento crociato, che ne ha pregiudicato la partecipazione all'intera stagione. Ha preso per l'ultima volta il via in Coppa del Mondo il 17 dicembre 2017 in Alta Badia in slalom gigante, senza completare la prova, e si è ritirato al termine della stagione 2020-2021; la sua ultima gara è stata lo slalom speciale dei Campionati italiani 2021, disputato il 23 marzo a Livigno e non compeltato da Zingerle. Non ha preso parte né a rassegne olimpiche né iridate.

## Palmarès

### Mondiali juniores
- 2 medaglie:
  - 2 argenti (gara a squadre a Roccaraso 2012; slalom gigante a Québec 2013)

### Coppa del Mondo
- Miglior piazzamento in classifica generale: 106º nel 2014

### Coppa Europa
- Miglior piazzamento in classifica generale: 49º nel 2014

### Campionati italiani
- 1 medaglia[5]:
  - 1 argento (slalom gigante nel 2018)